# 既知の海
既知の海（きちのうみ）は、月の嵐の大洋に位置する月の海の一つであり、月の表側にある。既知の海は前期インブリウム代に作られた盆地であり、後期インブリウム代の地層が表面を覆っている。表面の地層は黒っぽい洪水玄武岩でできている。既知の海は、嵐の大洋の中で二番目に広い環状盆地であり、北西にはリフェウス山脈がある。
1964年にアメリカの無人月探査機レインジャー7号が衝突したのは既知の海の領域（南緯10.4度、西経20.6度）であった。また、アポロ14号の着陸地点であるフラ・マウロ高地は、既知の海の近くに位置する。